# Bataille de Démétrias
Guerres byzantino-latines
Batailles
- Constantinople (1203)
- Constantinople (1204)
- Bataille de l'Oliveraie de Kountouras
- Constantinople (1235)
- Pélagonia
- Constantinople (1260)
- Constantinople (1261)
- Prinitza
- Settepozzi
- Makryplági
- Néopatras
- Démétrias
- Campagnes de Licario
- Pharsale
- Berat
- Rhodes
- îles Échinades

La bataille de Démétrias est un engagement maritime près de Démétrias en Grèce au début des années 1270 entre une flotte byzantine et les forces réunies des barons latins d'Eubée et des Latins présents en Crète. La bataille est rude et initialement en faveur des Latins avant l'arrivée opportune de renforts byzantins qui font pencher la balance en faveur des Byzantins, qui remportent une victoire écrasante.

## Prélude
À la suite de la quatrième croisade et de la dissolution de l'Empire byzantin en 1204, le pourtour occidental de la mer Égée (l'ancien cœur de la puissance navale byzantine) est partagée par un grand nombre de principautés latines sous la protection de la république de Venise. À la suite de la reprise de Constantinople en 1261, l'Empire byzantin est restauré. L'une des priorités de l'empereur Michel VIII Paléologue est la défense de l'empire contre les ambitions vénitiennes. Par conséquent, il s'allie avec Gênes, le principal adversaire maritime de Venise et tente de reconstruire une marine byzantine.
Grâce à sa nouvelle flotte, Michel Paléologue envoie une flotte vers le Péloponnèse contre la principauté d'Achaïe en 1263. Sur le point d'être victorieux, les forces terrestres byzantines sont prises par surprise et défaites tandis que la flotte byzantino-génoise subit de lourdes pertes face à une flotte vénitienne inférieure en nombre lors de la bataille de Settepozzi. À la suite de cette défaite, Michel VIII met fin à son alliance avec Gênes et initie un rapprochement avec Venise qui se conclut par un traité en 1267. À la suite de cet accord, ce sont les corsaires lombards de Négrepont qui deviennent la principale menace envers les intérêts byzantins dans la mer Égée. L'île est attaquée à de multiples reprises par les forces byzantines dirigées par Alexis Philanthropénos sans qu'aucun gain significatif ne soit obtenu. Les Byzantins doivent attendre l'aide du corsaire latin Licario en 1273 pour prendre le contrôle de plusieurs forteresses sur l'île.
Au début des années 1270, Michel VIII lance une campagne majeure contre Jean Ier Doukas, le dirigeant de la Thessalie. C'est son frère Jean Paléologue qui dirige l'expédition. De plus, une flotte de 73 navires dirigée par Alexis Philanthropénos est envoyée harceler les côtes des principautés latines de la région pour empêcher celles-ci de venir en aide à Jean Doukas. Cependant, l'armée byzantine est vaincue lors de la bataille de Néopatrie. Cette victoire encourage les Latins qui attaquent la flotte byzantine ancrée dans le port de Démétrias.

## La bataille
La composition exacte des deux flottes est inconnue. Selon Nicéphore Grégoras, la flotte byzantine compte plus de 50 navires tandis que l'Italien Marino Sanuto l'Ancien mentionne 80 navires impériaux. Quant à la flotte latine composée de navires venant de Négrepont et de la Crète sous domination vénitienne, elle varie de 30 navires pour Grégoras à 62 pour Sanuto. Dans tous les cas, la flotte latine est inférieure en nombre. En dépit de la position de neutralité officielle observée par Venise depuis le traité de 1267, la flotte latine est principalement constitués de navires vénitiens agissant à titre privé.
La flotte latine prend les Byzantins par surprise et la violence de leur attaque initiale entraîne de lourdes pertes chez les Byzantins. Les navires latins comprennent de hautes tours en bois et de nombreux soldats byzantins sont tués. La victoire semble acquise pour la flotte latine mais les Byzantins reçoivent l'aide de renforts dirigés par Jean Paléologue qui était en plein repli de Néopatrie. Lorsqu'il apprend l'imminence de la bataille, il se dirige vers Démétrias qu'il atteint au moment où la flotte byzantine est sur le point d'être submergée.
L'arrivée de Jean remonte le moral des Byzantins. Jean envoie ses hommes sur les navires byzantins grâce à de petits navires. Cela permet de combler les pertes initiales des Byzantins qui reprennent le dessus. La bataille dure encore toute la journée et à la tombée de la nuit, tous les navires latins ont été capturés à l'exception de deux d'entre eux. 
Les pertes latines sont lourdes : les Byzantins capturent le Vénitien Filippo Sanudo (probablement le commandant de la flotte) ainsi que les seigneurs Gaetano dalle Carceri (co-seigneur du tiers nord) et Francesco da Verona (père de Bonifacio da Verona). Le tiercier Giberto II da Verona parvient à s'échapper pour rejoindre Chalcis, mais son frère Guglielmo est tué.

## Conséquences
La victoire de Démétrias marque aussi le début d'une offensive byzantine soutenue dans la mer Égée. En 1278, Licario a conquis l'ensemble de l'Eubée à l'exception de sa capitale Chalcis. En 1280, en tant que mégaduc, il reprend la majorité des îles de la mer Égée pour le compte de l'Empire byzantin. Toutefois, ses réalisations de lui survivent pas. En Eubée, les reconquêtes de Licario sont peu à peu reprises par les Lombards et les Byzantins sont définitivement expulsés de l'île en 1296.

## Sources
- (en) Geanakoplos, Deno John, Emperor Michael Palaeologus and the West, 1258–1282 - A Study in Byzantine-Latin Relations, Harvard University Press, 1959, Voir en ligne ;
- Donald M. Nicol (trad. Hugues Defrance), Les derniers siècles de Byzance, éditions Texto, 2008.
- (en) John Van Antwerp Fine, The Late Medieval Balkans: A Critical Survey from the Late Twelfth Century to the Ottoman Conquest, Ann Harbor, University of Michigan Press, 1994 (ISBN 0-472-08260-4)